# تشم ظل شاه علي (مقاطعة دلفان)
تشم ظل شاه‌علي (بالفارسية: چم ظل شاه‌علی) هي قرية تقع في قسم ميربغ الجنوبي الريفي (مقاطعة دلفان) في إيران. يقدر عدد سكانها بـ 28 نسمة .